# Osmanville
Osmanville település Franciaországban, Calvados megyében. Lakosainak száma 510 fő (2022. január 1.). Osmanville Cardonville, Géfosse-Fontenay, Isigny-sur-Mer, Monfréville és Saint-Germain-du-Pert községekkel határos.

## Népesség
A település népességének változása:
| Lakosok száma | 365  | 395  | 453  | 580  | 582  | 546  | 533  | 521  | 514  | 510  |
|               | 1968 | 1982 | 1990 | 2006 | 2013 | 2015 | 2017 | 2019 | 2020 | 2022 |